# بدونك (أغنية)
بدونك (بالإنجليزية: Without You)‏ أغنية كتبها بيت هام وتوم إيفانز من فريق الروك البريطاني "بادفينجر Badfinger"، وصدرت لأول مرة في ألبومهم عام 1970 «لا فائدة No Dice».
سجل الأغنية السلطة أكثر من 180 فنانًا، وصدرت النسخ الفردية من المغني البريطاني هاري نيلسون (1971) والمغنية الأمريكية ماريا كاري (1994) التي أصبحت الأكثر مبيعًا على مستوى العالم. وصف بول مكارتني ذات مرة الأغنية بأنها «الأغنية القاتلة في كل العصور».

Badfinger بادفينجر

حصل هام وإيفانز في عام 1972، على جائزة إيفور نوفيلو من الأكاديمية البريطانية لأفضل أغنية موسيقية وغنائية.

## النسخة الأصلية
قال هام وإيفانز إنهما لم يعتبروا الأغنية ذات إمكانات كبيرة في الوقت الذي سجلها فريقهم بادفينغر، وتم الاتفاق أن تكون آخر أغنية على الوجه الأول لألبومهم عام 1970. كانت الأغنية وهي من أداء فريق يلعب موسيقى الروك تتسم بفظاظة أكثر من النسخ التي صدرت بعدها، لم يتم إصداره كأغنية فردية في أوروبا أو أمريكا الشمالية.
قام كاتبا الأغنية، هام وإيفانز، بالانتحار فيما بعد بسبب مشاكل قانونية ومالية.
قام بيت هام بشنق نفسه وهو في السابعة والعشرين في جراج بيته قبل ثلاثة أيام من عيد ميلاده الثامن والعشرين، وذلك بعد ان رفعت شركة وارنر برذرز دعوى قضائية ضد مدير أعمال الفريق الذي هرب وترك الفريق مفلسا. في حالة إيفانز، كان الخلاف حول مصاريف ورسوم تأليف الأغاني وواحدة منهم كانت أغنية «بدونك»، وذلك الذي عجل بالانتحار. كان هناك نزاع قانوني مستمر بالنسبة لإيفانز، وفي عام 1983، بعد جدال حاد مع زميله في الفريق جوي مولاند حول المصاريف الخاصة بالأغنية، شنق إيفانز نفسه.

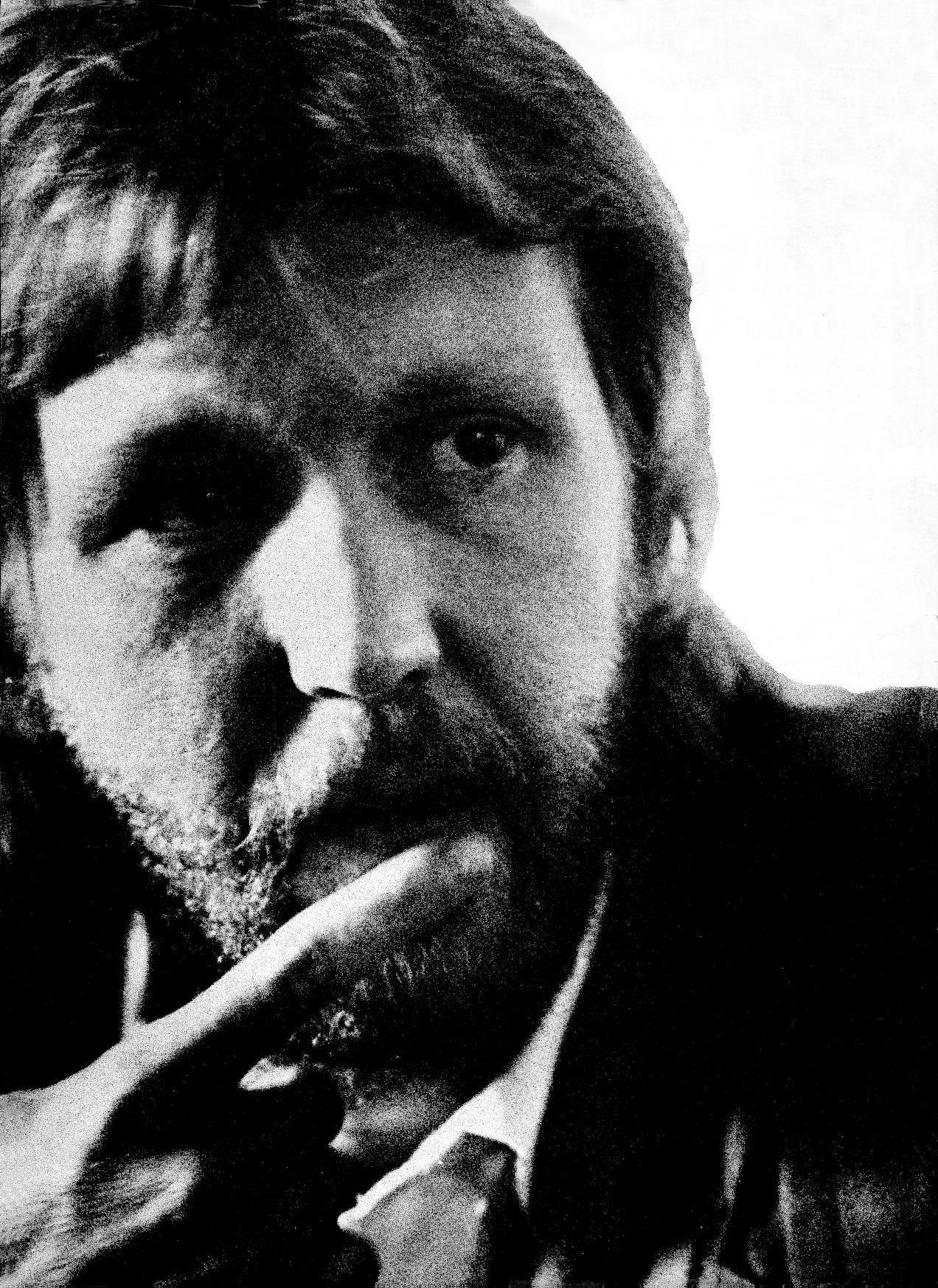
Harry Nilsson هاري نيلسون

## نسخة هاري نيلسون
سمع هاري نيلسون أغنية «بدونك» في إحدى الحفلات واعتقد أنها لفريق البيتلز، وبعد أن أدرك أنها لم تكن كذلك، قرر تسجيل نسخته من الأغنية لألبومه «نيلسون شميلسون Nilsson Schmilsson» عام 1971. تم بث الأغنية على محطات الراديو في جميع أنحاء الولايات المتحدة في أوائل ديسمبر. ظهر «بدونك» لأول مرة على قوائم البيلبورد بتاريخ 18 ديسمبر 1971، وبعد الأسبوع العاشر على القائمة وفي تاريخ 19 فبراير 1972، احتلت المركز الأول لمدة أربعة أسابيع. صنفها بيلبورد في المرتبة الرابعة لأفضل أغاني عام 1972. تصدّرت الأغنية المركز الأول على قائمة البيلبورد للاستماع السهل Billboard's Easy Listening chart لمدة خمسة أسابيع.
احتلت الأغنية المركز الأول على قائمة أفضل الأغاني في المملكة المتحدة، لمدة خمسة أسابيع بدءًا من 11 مارس، وبيع منها ما يقرب من 800000 نسخة. وقد احتلت المرتبة الأولى في عدة دول أخرى، بما في ذلك أستراليا (لمدة خمسة أسابيع) وأيرلندا (أسبوعين) ونيوزيلندا (أسبوعين).
تضمن فريق العزف مع هاري نيلسون: غاري رايت (بيانو)، وكلاوس فورمان (جيتار باس) وجيم كيلتنر (طبول) وجون أوريبي (جيتار أكوستيك)، وكان يقوم رينجو ستار (عضو فريق البيتلز السابق) بمصاحبة نيلسون في تقديم الأغنية على قصر «قيصر» في لاس فيغاس في سبتمبر 1992.
فاز نيلسون بجائزة جرامي لأفضل أداء صوتي لمغني البوب الرجال عام 1973.

## نسخة ماريا كاري

Mariah Carey ماريا كاري

اصدرت المغنية وكاتبة الأغاني الأمريكية ماريا كاري، نسختها من الأغنية المستندة إلى إصدار هاري نيلسون بدلاً من الإصدار الأصلي لفريق بادفنجر. صدرت الأغنية في الولايات المتحدة في 24 يناير 1994، وهو ما يزيد قليلاً عن بعد أسبوع من وفاة نيلسون إثر نوبة قلبية في 15 يناير 1994. كانت كاري تسمع نسخة نيلسون للأغنية وهي فتاة صغيرة جدًا، كان قرار كاري بإعادة إنتاج الأغنية وقالت: «سمعت تلك الأغنية في مطعم وعرفت أنها ستكون أغنية دولية ضخمة».
صعدت أغنية «بدونك» نسخة ماريا كاري إلى المركز الثالث على قائمة البيلبورد لمدة ستة أسابيع، وبقيت في قائمة أفضل 40 أغنية لمدة 21 أسبوعًا وعلى القائمة الكلية لمدة 23 أسبوعًا. صعدت  إلى المركز الثاني في كل من الهوت بيلبورد 100 والراديو والتسجيلات، كما صعدت إلى المركز الثالث على قائمة الأغاني المنفردة، كما اعتمدتها رابطة صناعة التسجيلات الأمريكية RIAA في درجة الذهب حيث بيعت منها 600000 نسخة محليًا. احتلت المرتبة 16 على قائمة الهوت بيلبورد 100 في نهاية عام 1994.
استقبال الأغنية
وصفت «أبردين برس آند جورنال» الأغنية بأنها «ملهمة». وصف ديفيد براون من مجلة انترتينمنت ويكلي نسخة كاري بأنها «نسخة رقمية لأغنية نيلسون الميلودرامية عام 1972». كتبت مجلة «روك رسكيو»: «أغنية بدونك تمنح المغنية مساحة كبيرة للسماح حقًا لأغانيها بالوصول إلى أي مكان تريده، هذا تسجيل ملحمي وعرض رائع لغنائها». كتب ستيفن هولدن من رولينج ستون: «هذه الأغنية هي المنافس الأكثر احتمالاً لأغاني مثل أغنية ويتني هيستون سأحبك دائما». صرح المغني كريس دي بيرغ، الذي أعاد إنتاج أغنية «بدونك» عام 2008:  «لقد أحببت أغنية نسخة نيلسون، أما نسخة كاري فهي مزحة»، وفي عام 2008 أيضا، صرحت كاري بنفسها عن أغنية«بدونك» وقالت: «تلك الأغنية قدمت لي الكثير لكنها لا تمثلني حقًا كفنانة».

## كلمات الأغنية
لا، لا أستطيع أن أنسى هذا المساء No, I can't forget this evening
أو وجهك وأنت تغادري Or your face as you were leaving
لكن أعتقد أن هذه هي الطريقة التي تسير بها القصة But I guess that's just the way the story goes
أنت تبتسمِ دائمًا ولكن في عينيكِ يظهر حزنكِ You always smile but in your eyes your sorrow shows
نعم، هذا يظهر Yes, it shows
لا، لا أستطيع أن أنسى غدًا No, I can't forget tomorrow
عندما أفكر في كل حزني When I think of all my sorrow
عندما كنتِ معي هناك ولكني تركتكِ ترحلي When I had you there but then I let you go
والآن من العدل أن أخبرك بذلك And now it's only fair that I should let you know
ما يجب أن تعرفيه What you should know
لا أستطيع العيش إذا كان العيش بدونك I can't live if living is without you
لا أستطيع العيش، لا أستطيع إعطاء المزيد I can't live, I can't give any more
لا أستطيع العيش إذا كان العيش بدونك Can't live if living is without you
لا أستطيع العطاء، لا يمكنني إعطاء المزيد I can't give, I can't give any more

## وصلات خارجية
- بدونك (أغنية) على موقع songfacts.
- بدونك (أغنية) على موقع blueelan.
- بدونك (أغنية) على موقع nowordsnosong.